# Pont sur le Rhône (Saint-Maurice)
Der Pont sur le Rhône bei Saint-Maurice im Kanton Wallis ist eine Brücke aus dem 15. Jahrhundert, welche ursprünglich die Strasse von Lausanne nach Martigny über die Rhone führte, heute aber nur noch dem lokalen Verkehr dient. Andere Bezeichnungen der Brücke sind Pont du Château oder Pont Romain, auf Deutsch Schlossbrücke oder Römerbrücke. Die Brücke ist in die Liste der schützenswerten Kulturgüter als Objekt von nationaler Bedeutung und im Inventar historischer Verkehrswege aufgenommen worden.

## Lage
Die Brücke liegt hälftig in Saint-Maurice im Kanton Wallis und hälftig im Kanton Waadt auf dem Gemeindegebiet von Bex. Die Kantonsgrenze verläuft mittig in der Rhone. Am linken Brückenkopf befindet sich das Schloss Saint-Maurice. Aufgrund der Enge der Schlucht kann die Brücke mit einem einzigen Bogen den Fluss überqueren. Sie war Teil der Hauptstrasse durchs Chablais und befindet sich an einer Engstelle im Zugang zum Rhonetal und dem Grossen St. Bernhard aus Westen, weshalb Saint-Maurice von grosser militärischer Bedeutung war.

## Geschichte
Obwohl die Brücke auch als Pont Romain bezeichnet wird, gibt es keine Überreste einer hölzernen oder steinernen Brücke der Römer an dieser Stelle, höchstens die Widerlager könnten aus der Römerzeit stammen. Die heutige Brücke ersetzte ein Bauwerk aus dem 12. Jahrhundert. Sie wurde 1491 von Jean Paniot im Zusammenhang mit der Befestigung des Flussübergangs nach den Burgunderkriegen erbaut und war lange Zeit flussaufwärts die erste Brücke über die Rhone oberhalb deren Mündung in den Genfersee. Als Teil der Befestigung hatte die Brücke an beiden Seiten eine Barbakane, die mit einem massiven Tor verschlossen werden konnte. Diejenige am rechten Flussufer enthielt zusätzlich eine Kapelle. 1523 wurde die Brücke durch Ulrich Ruffiner verstärkt. Im Mai 1800 überschritten die Truppen von Napoleon Bonaparte die Brücke auf dem Weg zum Grossen St. Bernhard. Sie waren auf dem Weg zur Schlacht bei Marengo bei Alessandria, wo Napoleon im Zweiten Koalitionskrieg über die Österreicher siegte. 1848 wurden die Barbakanen entfernt.

## Bauwerk
Die Brücke ist 42,8 Meter lang und 4,5 Meter breit. Sie ist aus Natursteinen erstellt, die mit Zement vermörtelt sind. Die 4,3 m breite Fahrbahn liegt 14 Meter über der Rhone und weist ein Gefälle von 3 % in Richtung des Schlosses auf. Der Bogen hat einen Durchmesser von 37 Meter, die Höhe zwischen Bogenscheitel und Oberkante Brücke beträgt drei Meter.

## Sehenswürdigkeit

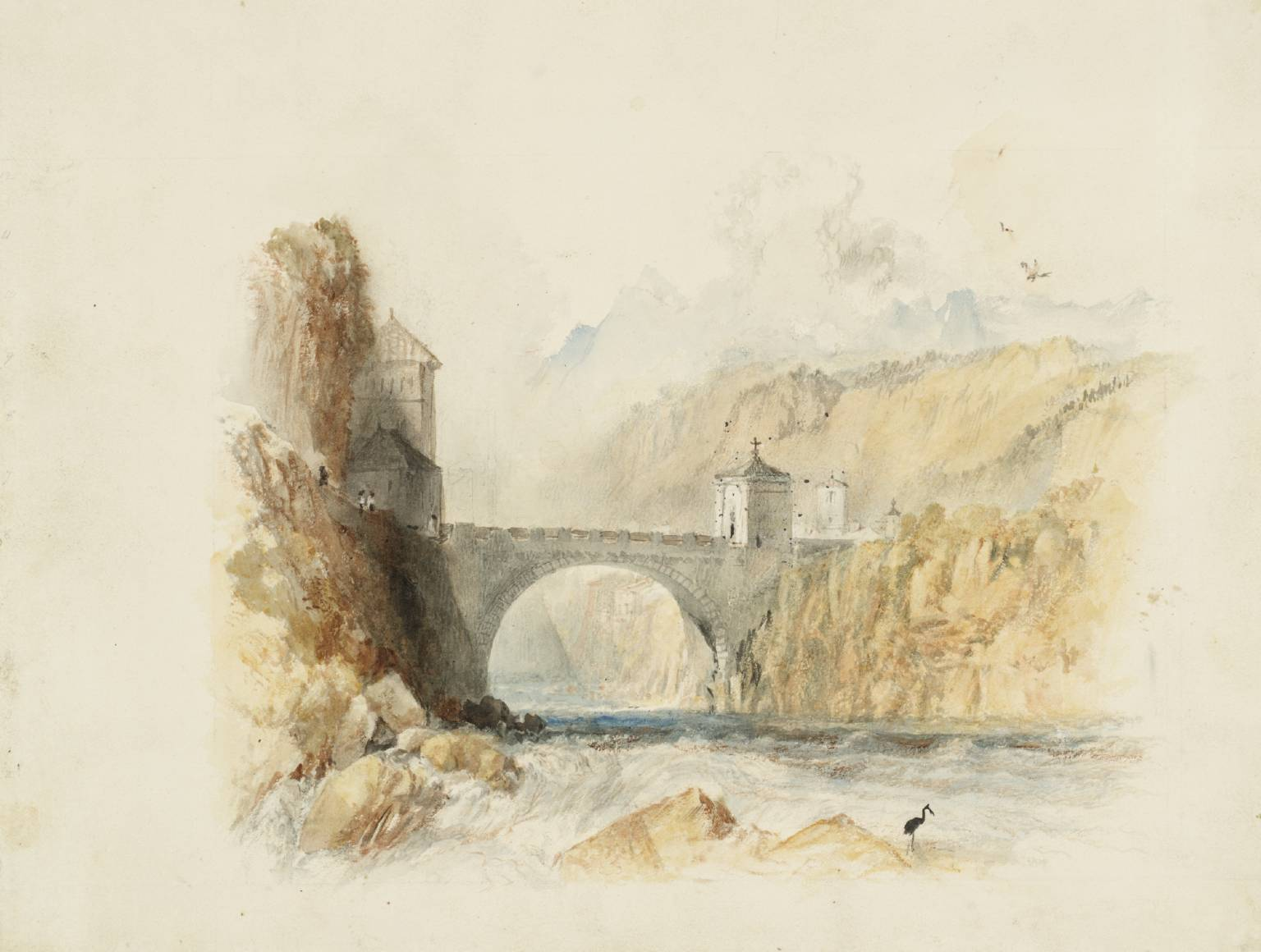
St Maurice von William Turner ca. 1826

Der Pont sur le Rhône gehört zusammen mit dem Schloss Saint-Maurice, den Hügeln von Sitten mit der Schloss Tourbillon, dem Grosser St. Bernhard und der Pissevache zu den bekanntesten Sehenswürdigkeiten im französischen Teil des Wallis. William Turner malte die Brücke für eine Vignette in einem Gedichtband von Samuel Rogers über eine Reise nach Italien.